# Благов, Фёдор Фёдорович
Фёдор Фёдорович Благов (1883—1957) — поэт-пародист, прозаик, драматург.

## Биография
Сын крупного московского домовладельца. Служил в правлении Казанской железной дороги (1904―1909). Первое печатное произведение ― фельетон «Тоже забастовка», опубликованный в единственном выпуске юмористического журнала «Петрушка» (СПб., 1905), печаталея и в продолжающих железнодорожных изданиях: «Что было вчера», «Свободный смех» (оба ― 1905). В 1907 году публиковал в литературно-художественных альманахах и сборниках «Люди и мысли», «Жизнь и люди», «Свет и тени», издаваемых московским литературным объединением «Группа молодых», лирические стихотворения, в которых ощутимо влияние К. Д. Бальмонта и В. Я. Брюсова. Вёл отдел сатиры и юмора в газете «Руль» (1908―1914), здесь впервые публикует пародии (рубрика «Кинематограф Фрицхена»), принёсшие ему известность как поэту-пародисту. Активный сотрудник журнала «Будильник» (с 1908), где вёл отдел «Библиография наизнанку», помещая в нём пародии на наиболее заметные поэтические новинки, а также фельетоны и сценки из жизни московских обывателей, вошедшие в сборник «Муки творчества» (1911). В 1908 году Благов участвовал в сборнике «Незлобивые пародии».

Пародии Благова, часто объединённые в циклы, появлялись с 1908 года в журналах «Осы», «Стрелы», «Поток», «Сатирические стрелы», «Кривое зеркало», «Жизнь и суд», «Кинематограф» и газетах «Русь», «Столичная молва», «Раннее утро», «Наша мысль» и др. Пародии на А. А. Блока (которого Благов пародировал чаще других), А. Белого, В. Я. Брюсова, К. Д. Бальмонта, Ф. Сологуба, Г. И. Чулкова, С. М. Городецкого, 3. Н. Гиппиус, М. А. Кузмина, С. М. Соловьёва, И. Северянина, Л. Н. Андреева, М. Горького остроумны, но часто обыгрывают лишь внешнюю форму пародируемого произведения, например, на В. И. Иванова из цикла «На вечере Дункан»:
И, созерцая тя, утомно мыслю аз:
„Не обнажиться ли и мне во славу Феба,
И, внемля чарным дивам эллинского неба,
Мне абие, взревев, свершить огньпрыткий пляс?“
.
В соавторстве с Л. Яхонтовым Благов написал несколько одноактных комедий: «Муж-соловей» (1909), «Подходящая наружность» (1912), «Пробуждение сфинкса» (1913). Ему принадлежит перевод драматической поэмы Г. Ибсена «Бранд» (1909, два стереотипных издания; на обложке одного из них ― имя С. Бердяева как соавтора Благова).
После 1917 года Благов сотрудничает в московских и периферийных юмористических и сатирических журналах (стихи, фельетоны, политические частушки, агитационные пьесы для «Синей блузы»).